# Isla Plana (Mauricio)
La isla Plana (en francés: Île Plate) es una pequeña isla frente a la costa norte de la República de Mauricio. Se encuentra a 11 km al norte de cabo Malheureux, el punto más septentrional de la parte continental. La pequeña reserva natural de Coin de Mire se encuentra entre las dos islas. Con un tamaño similar, la isla Redonda se encuentra a 13 km más al este.
Dos pequeños islotes se encuentran en sus cercanías: el Îlot Gabriel (conocido en español como islote Gabriel), el cual, aunque de mucho menor tamaño que su isla vecina, es considerablemente mayor que el resto de islotes de la zona; y la Pigeon House Rock, una gran roca negra de unos cuantos metros de altura, que se eleva del mar a pocos kilómetros de la isla Plate, el cual sirve de hogar para decenas de aves marinas.

## Geografía
Cuando el 15 de marzo de 1801 la isla fue abordada por la expedición Baudin, el francés Jean-Baptiste Bory de Saint-Vincent, desde el navío Le Naturaliste, se refirió a la isla como "mucho más baja que las demás"; "una playa de piedra caliza la hace notable desde lejos, y aparece con tono un blanco deslumbrante; el resto de sus rocas es de color rojizo o negro". Para explicar estos últimos colores, se refiere a una tal Lilet, oficial de máquinas, que habría visitado el arrecife y le dijo que había encontrado los escombros de un antiguo cráter de volcán.
Como su nombre indica, la isla Plana es baja y está en peligro de inmersión debido al aumento histórico en el nivel del mar. Dada su ubicación geográfica, la isla está limitada por majestuosas playas, así como por pequeñas y medianas barreras de coral. Emergió del subsuelo marino debido a la acción de potentes erupciones volcánicas. Alberga un cráter volcánico ya extinto y se pueden encontrar a lo largo de toda la isla vestigios de corrientes de lava, formaciones geológicas análogas a actividades volcánicas y ciertos tipos de propiedades y sustancias de igual modo.
Entre las estructuras de la isla se encuentra uno de los pocos faros en funcionamiento de Mauricio y un cementerio, el último de los cuales es el testimonio de la utilización de la isla como una estación de cuarentena para barcos e islas durante el siglo XIX. También hay una pequeña base militar en la isla.

## Naturaleza
Gracias a la presencia de corales en los alrededores de la isla, se pueden encontrar diversidades de peces, moluscos y crustáceos quienes los usan como protección y fuente de alimento. También es sabido que en sus alrededores se pueden encontrar varias especies de tiburones tales como el tiburón de arrecife de punta blanca o el tiburón gris. En lo que respecta a fauna aérea la presencia de especies de familias taxonómicas como la Diomedeidae (albatros) o la laridae (gaviotas) junto a otros muchos tipos de familias son conocidos.
El suelo de la isla es rico en nutrientes que le permiten crecer en ella numerosos y diversas plantas. Entre ellas: plantas del género ipomoea (popularmente conocidas como Tumbavaqueros, cacastlapa, castlapa, espanta lobos, espantavaqueros, limpiatunas, maromero, quiebraplato, o campanita) (algunas plantas de esta especie son popularmente conocidas por su tubérculo comestible el cual es denominado papa dulce, camote, boniato o batata), filaos o Casuarina (Casuarina equisetifolia), almendro malabar (también conocido como almendro de los trópicos, almendrón, falso kamani o Egombegombe) (Terminalia  catappa) y Arecáceas (Arecaceae) (popularmente conocidas como palmeras o palmas).

## Turismo
La isla es una fuente de ingresos turísticos para Mauricio, gracias a su estatus de reserva natural. Atrae a amantes a la naturaleza, exploradores, geólogos, biólogos o simples turistas, ya sea residentes en Mauricio o extranjeros.
La isla Plana es un lugar popular para buceadores, y el acceso a la isla es posible a través de yates alquilados desde Mauricio. Entre las muchas ubicaciones turísticas que se encuentran en esta isla y sus alrededores, podemos destacar que Pigeon House Rock alberga un centro de buceo de fama internacional, llamado "The Shark Pit", donde los buceadores pueden presenciar cómo los tiburones se arremolinan dentro de un pozo para obtener el oxígeno disponible, gracias a las olas que rompen contra los acantilados de Pigeon Rock.

## En la literatura
- La isla Plana es un escenario central en la novela ``La Cuarentena´´, del escritor Jean Marie Gustave Le Clézio, galardonado con el Premio Nobel de Literatura en 2008.